# Acanthurus polyzona
Chirurgien barré
Espèce
Synonymes
- Acanthurus triostegus polyzona (Bleeker, 1868)[1]
- Rhombotides polyzona Bleeker, 1868[1]

Statut de conservation UICN

 DD  : Données insuffisantes
Acanthurus polyzona, communément appelé le Chirurgien barré, est une espèce de poissons marins de la famille des Acanthuridés (poissons-chirurgiens).

## Répartition et habitat
Cette espèce est présente dans le Sud-Ouest de l'océan Indien, on la trouve uniquement près des côtes de Madagascar, des Comores (Mayotte comprise) et de certaines îles des Mascareignes (La Réunion et l'île Maurice),.